# Kia Sportage
Kia Sportage er en SUV-model fra den sydkoreanske virksomhed Kia. Første generation kom på markedet i 1994 og fortsatte indtil 2002. Herefter holdt modellen to års "pause", hvorefter den i 2004 kom i en ny generation. Fra august 2007 fremstilles modellen i Slovakiet, på samme fabrik som Kia cee'd. På begge modeller fra den slovakiske fabrik ydes der 7 års garanti.

## Billeder
- Kia Sportage '94−'02
- Kia Sportage '94−'02
- Kia Sportage '04−'07
- Kia Sportage '04−'07
- Kia Sportage '07−'08
- Kia Sportage '07−'08
- Kia Sportage '08−
- Kia Sportage '08−

## Motorer

### Første generation[1]
| Model  | Konfiguration            | Slagvolume     | Effekt / omdr.        | Moment / omdr. | 0-100 km/t | Topfart  |
| ------ | ------------------------ | -------------- | --------------------- | -------------- | ---------- | -------- |
| 2.0    | 4 cylindre i række - 8V  | 2 L (1998 cm³) | 70 kW (95 hk) / 5000  | 175 Nm / 2500  | −          | 160 km/t |
| 2.0    | 4 cylindre i række – 16V | 2 L (1998 cm³) | 94 kW (128 hk) / 5300 | 175 Nm / 4700  | 14,7 sek.  | 172 km/t |
| 2.0 TD | 4 cylindre i række – 8V  | 2 L (1998 cm³) | 61 kW (83 hk) / 4000  | 195 Nm / 2000  | 20,5 sek.  | 145 km/t |

### Anden generation[2]
| Model                             | Konfiguration                     | Slagvolume                        | Effekt / omdr.                    | Moment / omdr.                    | 0-100 km/t                        | Topfart                           | Årgange     |
| Sportage-modeller med benzinmotor | Sportage-modeller med benzinmotor | Sportage-modeller med benzinmotor | Sportage-modeller med benzinmotor | Sportage-modeller med benzinmotor | Sportage-modeller med benzinmotor | Sportage-modeller med benzinmotor |             |
| --------------------------------- | --------------------------------- | --------------------------------- | --------------------------------- | --------------------------------- | --------------------------------- | --------------------------------- | ----------- |
| 2.0                               | 4 cylindre i række - 16V          | 2 L (1975 cm³)                    | 104 kW (141 hk) / 6000            | 184 Nm / 4500                     | 10,4 sek.                         | 179 km/t                          | 2004 − nu   |
| 2.7                               | 6 cylindre i V-form – 24V         | 2,7 L (2656 cm³)                  | 129 kW (175 hk) / 6000            | 241 Nm / 4000                     | 10,5 sek.                         | 180 km/t                          | 2004 − nu   |
| Sportage-modeller med dieselmotor |                                   |                                   |                                   |                                   |                                   |                                   |             |
| 2.0 CRDi                          | 4 cylindre i række – 16V          | 2 L (1991 cm³)                    | 83 kW (113 hk) / 4000             | 245 Nm / 1800 − 2500              | 13,1 sek.                         | 167 km/t                          | 2004 − 2005 |
| 2.0 CRDi                          | 4 cylindre i række – 16V          | 2 L (1991 cm³)                    | 103 kW (140 hk) / 4000            | 305 Nm / 1800 − 2500              | 11,1 sek.                         | 178 km/t                          | 2005 − 2008 |
| 2.0 CRDi                          | 4 cylindre i række – 16V          | 2 L (1991 cm³)                    | 110 kW (149 hk) / 3800            | 304 Nm / 1800 − 2500              | 11,1 sek.                         | 179 km/t                          | 2008 − nu   |